# اکسپوننت
اکسپوننت (انگلیسی: Exponent) شرکت مشاور مهندسی آمریکایی است، که در سال ۱۹۶۷ تأسیس شد.